# Caesar (canción)
«Caesar» —en español: «César»— es una canción de la banda de Inglés I Blame Coco de su álbum debut, The Constant. Producido por Klas Ahlund, la pista dispone cantante Sueca Robyn y fue lanzado como primer sencillo del álbum el 31 de enero de 2010. El video musical, dirigido por el dúo de directores Hope Audikana.

## Lista de canciones
Reino Unido – iTunes EP
1. "Caesar" – 3:39
2. "Caesar" (Miike Snow Remix) – 3:50
3. "Ritalin" (Acoustic Demo) – 2:02

 Reino Unido – sencillo en 10"
A1. "Caesar" – 3:39
A2. "Ritalin" (Acoustic Demo) – 2:02
B1. "Caesar" (Miike Snow Remix) – 3:50